# Nelima lutea
Nelima lutea is een hooiwagen uit de familie Sclerosomatidae.